# Тесаре
Тесаре (словац. Tesáre) — село, громада округу Топольчани, Нітранський край. Кадастрова площа громади — 13.54 км². Протікає Злявський потік.
Населення 700 осіб (станом на 31 грудня 2023 року).

## Історія
Тесаре згадуються 1390 року.

## Населення
| Рік:            | 1994. | 2004.   | 2014.   | 2024.   |
| --------------- | ----- | ------- | ------- | ------- |
| Кількість осіб: | 685   | 725     | 727     | 704     |
| Різниця:        |       | +5,83 % | +0,27 % | -3,16 % |

| Рік:            | 2023. | 2024.   |
| --------------- | ----- | ------- |
| Кількість осіб: | 700   | 704     |
| Різниця:        |       | +0,57 % |